# Groninger Basketball Week
De Groninger Basketball Week was een vriendschappelijk basketbaltoernooi in de Nederlandse stad Groningen als voortzetting van de in 2011 opgeheven Haarlem Basketball Week. Het evenement werd voor het eerst in 2012 georganiseerd, met BC Šiauliai als eerste winnaar van het toernooi. In mei 2013 werd bekendgemaakt dat het evenement voorlopig geen vervolg krijgt.

## Teams
- GasTerra Flames uit Groningen, Nederland
- Al Riyadi uit Beiroet, Libanon
- BC Šiauliai uit Šiauliai, Litouwen
- Egypte
- KK Bosna uit Sarajevo, Bosnië en Herzegovina
- Santa Barbara Breakers uit Santa Barbara, Verenigde Staten

## Uitslagen

### Poule A
- Egypte 75 - 63 KK Bosna
- GasTerra Flames 92 - 90 Egypte
- GasTerra Flames 82 - 56 KK Bosna

### Poule B
- BC Šiauliai 75 - 78 Al Riyadi
- Santa Barbara Breakers 88 - 108 BC Šiauliai
- Santa Barbara Breakers 79 - 88 Al Riyadi

### Om 5e/6e plek
- KK Bosna 102 - 96 Santa Barbara Breakers

### Halve finales
- Egypte 78 - 77 Al Riyadi
- GasTerra Flames 74 - 78 BC Šiauliai

### Troostfinale
- GasTerra Flames 77 - 89 Al Riyadi

### Finale
- Egypte 70 - 73 BC Šiauliai

## Individuele prijzen
- Toprebounder: Loren Woods (Al Riyadi) met 60 rebounds, 15 gemiddeld per wedstrijd
- Topscorer: Rashad Anderson (Al Riyadi) met 71 punten, 18 gemiddeld per wedstrijd
- Most Spectacular Player: Lewis Jackson (BC Šiauliai)
- Most Valuable Player: Lewis Jackson (BC Šiauliai)